# Mästerdetektiven Basil Mus
Mästerdetektiven Basil Mus (engelska: The Great Mouse Detective) är en animerad långfilm från 1986 från Walt Disney Feature Animation, baserad på barnbokserien Basil, musdetektiv av Paul Galdone och Eve Titus, som i sin tur inspirerats av böckerna om detektiven Sherlock Holmes av Arthur Conan Doyle.

## Handling
En sen kväll i London år 1897 firar flickan Olivia sin födelsedag tillsammans med sin far, leksaksmakaren Mr. Flaversham. Plötsligt bryter sig en fladdermus med trasig vinge och träben, Skrället, in och kidnappar fadern. Olivia flyr handlöst ut i London för att hitta reda på detektiven Basil Mus, som ska bo på Baker Street (under Sherlock Holmes!). På vägen dit får hon sällskap av den nyss hemkomne, vänlige fältläkaren David Q. Dawson, som hjälper henne finna den rätta gatan.
Basil är till en början skeptisk till att ta sig an fallet, men när flickans ledtrådar om den enbente fladdermusen stämmer överens med assistenten till en av Basils ärkefiender, och tillika en av musrikets värsta förbrytare, Rottigan, blir engagemanget desto större, och tillsammans med Dawson och Olivia (samt en transporthund vid namn Toby) leder spåren till en leksaksaffär.

## Rollista
| Figur               | Originalröst                                          | Svensk röst                                        |
| ------------------- | ----------------------------------------------------- | -------------------------------------------------- |
| Basil Mus           | Barrie Ingham                                         | Frej Lindqvist                                     |
| Dr. David Q. Dawson | Val Bettin                                            | Anders Nyström                                     |
| Professor Rottigan  | Vincent Price                                         | Hans Josefsson                                     |
| Olivia Flaversham   | Susanne Pollatschek                                   | Cecilia Schiöld                                    |
| Henry Flaversham    | Alan Young                                            | Nils Eklund                                        |
| Skrället            | Candy Candido                                         | Allan Svensson                                     |
| Drottning Musioria  | Eve Brenner                                           | Meta Velander                                      |
| Bartolomeus         | Barrie Ingham                                         | Mille Schmidt                                      |
| Mrs. Judson         | Diana Chesney                                         | Karin Miller                                       |
| Barservitrisen      | Ellen Fitzhugh                                        | Monica Dominique                                   |
| Musfröken           | Shani Wallis                                          | Inga-Lill Andersson                                |
| Rottigans gäng      | Wayne Allwine Tony Anselmo Walker Edmiston Val Bettin | Stephan Karlsén Jörgen Düberg Carl Johan Rehbinder |

## Om filmen

### Produktion
Idén till filmen kom från den äldre Disney-animatören William Cottrell som var en stor beundrare av bokserien Sherlock Holmes och som ville göra en film, baserad på serien med djur i samtliga roller.
Filmen innehåller både traditionell animering och datoranimering. Samtliga karaktärer animerades för hand, medan miljöerna inuti klocktornet framställdes genom 3D-animation.
Filmen blev animatören Eric Larsons sista uppdrag för Disney efter att ha varit en trogen Disney-animatör sedan 1933. Karaktären Dawson är också modellerad efter Larson.

## Visning i Sverige
Filmen fick positiva recensioner av svenska filmkritiker.

### Premiärdatum
- 28 november 1986 - Svensk biopremiär[10]
- våren 1995 - Köpvideopremiär[11]
- 13 November 2002 - DVD-premiär